# Lorenzaccio

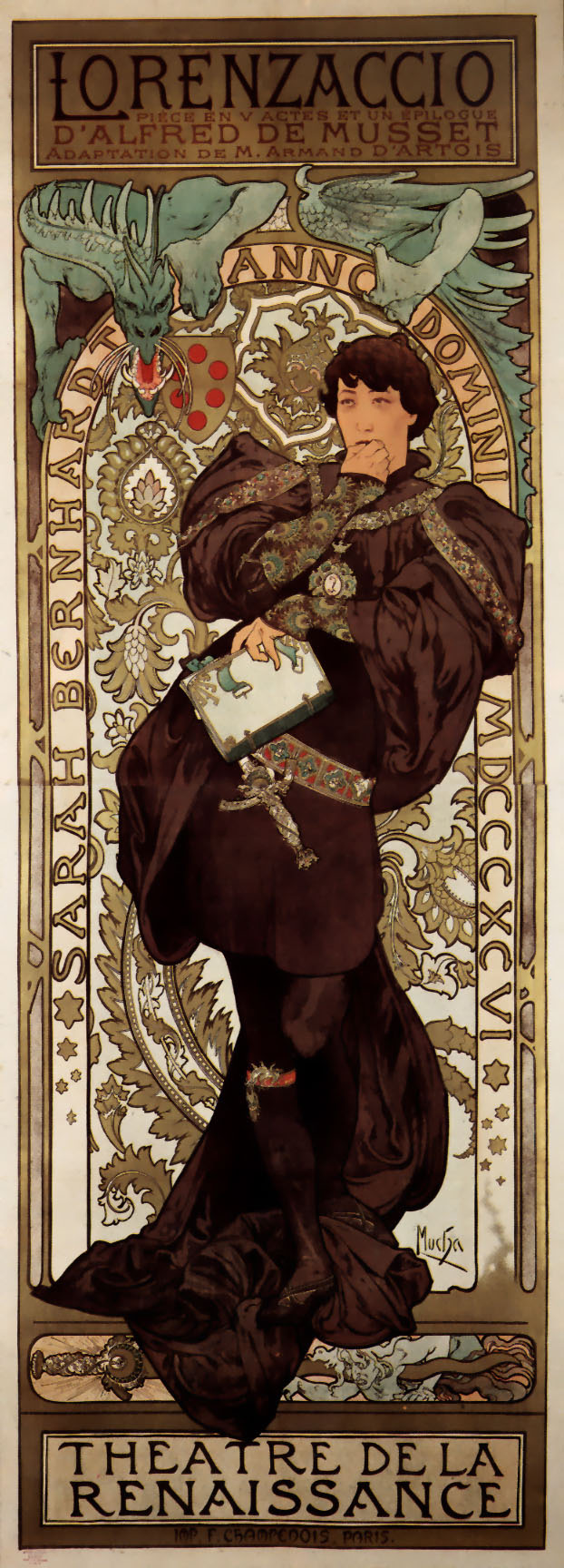
Lorenzaccio, Plakat von Alfons Mucha 1896

Lorenzaccio ist ein Drama von Alfred de Musset und George Sand aus dem Jahr 1834. Es basiert auf dem Leben von Lorenzino de’ Medici.

## Inhaltsangabe
Florenz leidet unter der Tyrannei des Herzogs Alexandre, eines Bastards der Medicis; der junge Lorenzo soll den Tyrannen töten. Marie Soderini, die Mutter von Lorenzo, sorgt sich um die Entwicklung ihres Kindes und bedauert seine Feigheit ebenso wie den Verlust seiner Wahrheitsliebe und der Großzügigkeit gegenüber den Armen…
Mehr als sechzig Jahre vergingen zwischen der ersten Ausgabe des romantischen Dramas von Musset und seiner Uraufführung. In der Tat erschien Lorenzaccio 1834, wurde aber erst am 3. Dezember 1896 mit Sarah Bernhardt erstmals aufgeführt.

## Hauptfiguren
- Lorenzo de Médicis (Lorenzaccio), Vetter des Herzogs von Florenz
- Marie Soderini, Mutter von Lorenzo
- Alexandre de Médicis,  Herzog von Florenz
- Philippe Strozzi, Bankier und Republikaner
- Kardinal Cibo, Vertreter des Papstes
- Pierre Strozzi, Verschwörer;
- Catherine Ginori, Tante von Lorenzo.

## Hörspielbearbeitung
- 1957: Lorenzaccio – Regie: Theodor Steiner (HR)[1]